# Samsagace Gamegie
Samwise Gamgie, Samsaget Gamgie
Samsagace Gamegie (Samwise Gamgee en anglais, Samsaget Gamgie dans la traduction de Daniel Lauzon), dit Sam, est un personnage du Seigneur des anneaux de J. R. R. Tolkien. Membre de la race des hobbits, il accompagne son ami Frodon Sacquet dans sa quête visant à détruire l'Anneau unique.

## Description

### Famille
Samsagace est le fils de Hamfast Gamgie dit l'Ancien. Il a deux frères (Hamson et Halfred) et trois sœurs (Daisy, May et Marigold). Il épousa Rosie Chaumine dont il eut six filles et sept fils.

### Noms et titres
Samwise Gamgee est la transcription en anglais du nom occidentalien Banazîr Galbasi. Banazîr proviendrait d'un élément signifiant « simple d'esprit », tandis que Galbasi proviendrait du nom occidentalien du village de Gamwich, Galabas. Dans sa posture de traducteur du Livre rouge de la Marche de l'Ouest, Tolkien déclare que la traduction anglaise stricte serait Samwís Gamwich, ce qui peut donner Samwise Gammidgy et, en anglais moderne, Samwise Gamgee. 
En français, le nom est initialement traduit par Samsagace Gamegie dans la première traduction du Seigneur des anneaux de Francis Ledoux puis par Samsaget Gamgie dans la seconde traduction de Daniel Lauzon. Son nom sindarin est Perhael.

## Histoire
Né en l'an 2980 du Troisième Âge, il est le fils de l'« Ancien », un respectable hobbit, et le jardinier de Frodon Sacquet. Surpris par Gandalf à écouter sous la fenêtre de Frodon, il est chargé de l'accompagner jusqu'à Imladris. Sam devient le plus fidèle compagnon de Frodon, allant avec lui jusqu'au bout de son aventure.
Il est issu d'une famille de 7 enfants (Anson, Hamson, Halfred, Paquette, May, Samsagace et Marguerite) qui sont nés de l'union de Hamfast Gamegie et de Bell Bonenfant. Il épousa Rosie Chaumine et eut 13 enfants d'elle (Elanor, Frodon, Rose, Merry, Pippin, Daisy, Goldilocks, Hamfast, Primrose, Bilbon, Ruby, Robin et Tolman). Sam fonda la lignée des Gardner (nom que prirent ses enfants). Il devint maire de la Comté durant le Quatrième Âge.
Le rôle de Sam est primordial dans le Seigneur des Anneaux : c'est lui qui remet souvent Frodon dans le droit chemin et l'empêche de succomber au pouvoir de l'anneau, blesse grièvement Arachne, le protège contre les fourberies de Gollum et finit par le porter jusqu'à la Caverne du Destin. Sam sera même brièvement porteur de l'Anneau mais contrairement aux autres porteurs, il n'eut aucune envie de le conserver. Il le rendit à Frodon un peu désespéré car l'Anneau avait découvert une plus grande force en Sam. La quête de Frodon se serait sans doute soldée par un échec en l'absence de Sam. On peut voir en Sam la sagesse populaire, il n'aspire pas à la gloire mais à une vie tranquille au milieu de son jardin. Pour certains, sa relation avec Frodon rappelle la loyauté absolue rapprochant les officiers anglais et leurs aides de camp.
Après être rentré dans la Comté avec ses compagnons, il participe au même titre qu'eux à la bataille de Belleau, où il se distingue. Après la renonciation du précédent maire, il est élu maire de Hobbitebourg, puis, en 13 Q. Â., il est nommé Conseiller du Royaume du Nord par le roi Aragorn II Elessar, en même temps que le Maître du Pays de Bouc Merry et le Thain de la Comté Peregrin Touque.
Sam quitte la Terre du Milieu en l'an 62 du Quatrième Âge, tout comme Frodon et les autres porteurs d'Anneaux, quelques dizaines d'années auparavant, pour se rendre sur l'île de Tol Eressëa.

## Adaptations

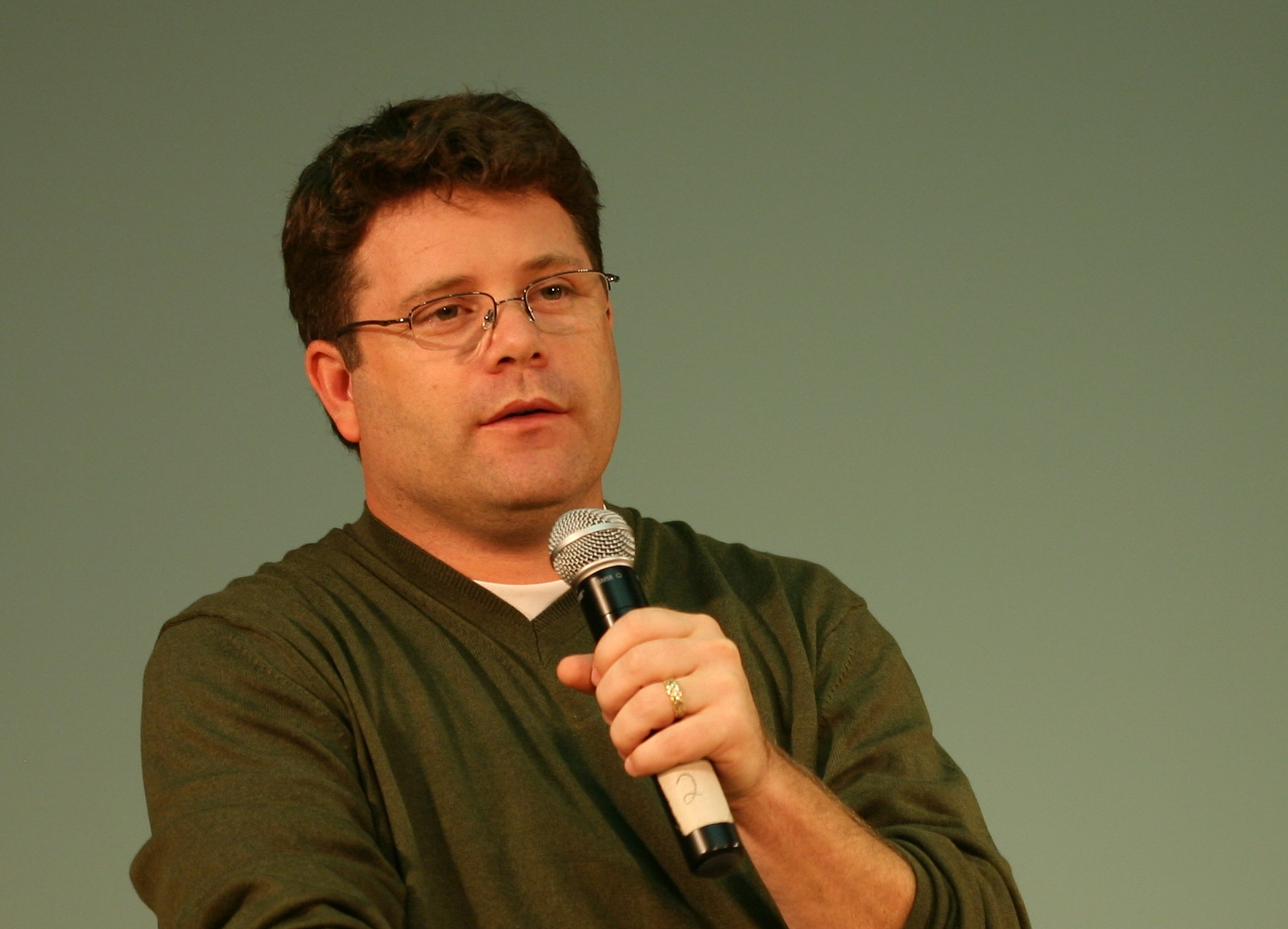
Sean Astin, l'interprète de Samsagace Gamegie dans la trilogie de Peter Jackson.

Dans l'adaptation radiophonique du Seigneur des anneaux de 1955, le rôle de Sam est donné à Victor Platt, tandis que dans celle de 1979 il s'agit de Lou Bliss. Dans l'adaptation de 1981 c'est Bill Nighy qui l'interpréta.
Dans la série radiophonique Tales from the Perilous Realm de 1992, Samsagace apparaît dans deux épisodes des aventures de Tom Bombadil, joué par Jonathan Adams.
Dans la série télévisée finlandaise Hobitit de 1993, Sam est joué par Pertti Sveholm.
Au cinéma, dans le dessin animé de Ralph Bakshi Le Seigneur des anneaux, Michael Scholes lui prête sa voix (Serge Lhorca pour la VF) tandis que Billy Barty joue son rôle pour la rotoscopie. Dans The Return of the King Roddy McDowall remplit le rôle.
Dans l'adaptation cinématographique de Peter Jackson, le rôle de Samsagace Gamegie est tenu par Sean Astin.
Selon Christopher Lee (qui incarne Saroumane dans l'adaptation cinématographique de Peter Jackson), Samsagace Gamegie est le héros de la trilogie. En effet, du hobbit ordinaire qui aimait sa Comté, il évolue pour aider Frodon à porter son fardeau. Il devient quelqu'un capable de tuer pour défendre sa cause et son amitié avec Frodon. Il apporte constamment son soutien à Frodon même après son désaveu au profit de Gollum et sert de garde-fou à Frodon jusqu'à la fin de l'aventure. Lee justifie ses paroles en disant  : « Pour moi, c'est Sam le héros de la trilogie. C'est l'homme ordinaire, qui devient du roc dans l'épisode 3. »[réf. souhaitée]
Dans le jeu vidéo  La Communauté de l'anneau, Scott Menville prête sa voix au personnage. Dans la version du jeu Xbox, il s'agit de Cliff Broadway. Dans La Bataille pour la Terre du milieu II - L'Avènement du roi-sorcier il s'agit encore de Sean Astin.